# Lijst van zwemrecords 1500 meter vrije slag vrouwen
Dit is een overzicht van de verschillende zwemrecords op de 1500 meter vrije slag bij de vrouwen, onderverdeeld in de langebaan (50 meter) en de kortebaan (25 meter).

## Langebaan (50 meter)

### Ontwikkeling wereldrecord
| Nr. | Naam               | Land                | Tijd     | Datum             | Plaats          |
| --- | ------------------ | ------------------- | -------- | ----------------- | --------------- |
|     | Katie Ledecky      | Verenigde Staten    | 15.20,48 | 16 mei 2018       | Indianapolis    |
|     | Katie Ledecky      | Verenigde Staten    | 15.25,48 | 4 augustus 2015   | Kazan           |
|     | Katie Ledecky      | Verenigde Staten    | 15.27,71 | 3 augustus 2015   | Kazan           |
|     | Katie Ledecky      | Verenigde Staten    | 15.28,36 | 24 augustus 2014  | Gold Coast      |
|     | Katie Ledecky      | Verenigde Staten    | 15.34,23 | 19 juni 2014      | Shenandoah      |
|     | Kate Ziegler       | Verenigde Staten    | 15.42,54 | 17 juni 2007      | Mission Viejo   |
|     | Janet Evans        | Verenigde Staten    | 15.52,10 | 26 maart 1988     | Orlando         |
|     | Janet Evans        | Verenigde Staten    | 16.00,73 | 31 juli 1987      | Clovis          |
|     | Kim Linehan        | Verenigde Staten    | 16.04,49 | 19 augustus 1979  | Fort Lauderdale |
|     | Tracey Wickham     | Australië           | 16.06,63 | 25 februari 1979  | Perth           |
|     | Tracey Wickham     | Australië           | 16.14,93 | 8 februari 1978   | Brisbane        |
|     | Alice Browne       | Verenigde Staten    | 16.24,60 | 21 augustus 1977  | Mission Viejo   |
|     | Jenny Turrall      | Australië           | 16.33,94 | 25 augustus 1974  | Concord         |
|     | Jenny Turrall      | Australië           | 16.39,28 | 3 augustus 1974   | Los Angeles     |
|     | Jenny Turrall      | Australië           | 16.43,4  | 13 juli 1974      | Sydney          |
|     | Jenny Turrall      | Australië           | 16.48,2  | 9 januari 1974    | Sydney          |
|     | Jenny Turrall      | Australië           | 16.49,9  | 9 december 1973   | Sydney          |
|     | Jo Harshbarger     | Verenigde Staten    | 16.54,14 | 25 augustus 1973  | Louisville      |
|     | Shane Gould        | Australië           | 16.56,9  | 11 februari 1973  | Adelaide        |
|     | Shane Gould        | Australië           | 17.00,6  | 12 december 1971  | Sydney          |
|     | Cathy Calhoun      | Verenigde Staten    | 17.19,2  | 28 augustus 1971  | Houston         |
|     | Debbie Meyer       | Verenigde Staten    | 17.19,9  | 17 augustus 1969  | Louisville      |
|     | Debbie Meyer       | Verenigde Staten    | 17.31,2  | 21 juli 1968      | Los Angeles     |
|     | Debbie Meyer       | Verenigde Staten    | 17.50,2  | 20 augustus 1967  | Philadelphia    |
|     | Debbie Meyer       | Verenigde Staten    | 18.11,1  | 9 juli 1967       | Santa Clara     |
|     | Patty Caretto      | Verenigde Staten    | 18.12,9  | 21 augustus 1966  | Lincoln         |
|     | Patty Caretto      | Verenigde Staten    | 18.23,7  | 12 augustus 1965  | Los Altos       |
|     | Patty Caretto      | Verenigde Staten    | 18.30,5  | 30 juli 1964      | Los Altos       |
|     | Carolyn House      | Verenigde Staten    | 18.44,0  | 16 augustus 1962  | Chicago         |
|     | Margareta Rylander | Zweden              | 19.02,8  | 27 juni 1961      | Uppsala         |
|     | Jane Cederqvist    | Zweden              | 19.23,6  | 8 september 1960  | Uppsala         |
|     | Ilsa Konrads       | Australië           | 19.25,7  | 14 januari 1960   | Sydney          |
|     | Jans Koster        | Nederland           | 20.03,1  | 27 juli 1957      | Hilversum       |
|     | Jans Koster        | Nederland           | 20.22,8  | 21 augustus 1956  | Utrecht         |
|     | Lenie de Nijs      | Nederland           | 20.46,5  | 23 juli 1955      | Utrecht         |
|     | Ragnhild Hveger    | Denemarken          | 20.57,0  | 20 augustus 1941  | Kopenhagen      |
|     | Ragnhild Hveger    | Denemarken          | 21.10,1  | 11 augustus 1940  | Helsingør       |
|     | Ragnhild Hveger    | Denemarken          | 21.45,7  | 3 juli 1938       | Helsingør       |
|     | Grete Frederiksen  | Denemarken          | 22.36,7  | 26 juni 1936      | Kopenhagen      |
|     | Helene Madison     | Verenigde Staten    | 23.17,2  | 15 juli 1931      | New York        |
|     | Martha Norelius    | Verenigde Staten    | 23.44,6  | 28 juli 1927      | Massapequa      |
|     | Edith Mayne        | Verenigd Koninkrijk | 24.00,2  | 15 september 1926 | Exmouth         |
|     | Ethel McGary       | Verenigde Staten    | 24.07,6  | 31 december 1925  | Coral Gables    |
|     | Helen Wainwright   | Verenigde Staten    | 25.06,6  | 19 augustus 1922  | Manhattan       |

### OntwikkelingOlympischrecord
| Nr. | Naam          | Land             | Tijd     | Datum        | Plaats |
| --- | ------------- | ---------------- | -------- | ------------ | ------ |
|     | Katie Ledecky | Verenigde Staten | 15.35,35 | 26 juli 2021 | Tokio  |

### OntwikkelingEuropeesrecord
| Nr. | Naam                | Land                           | Tijd     | Datum             | Plaats       |
| --- | ------------------- | ------------------------------ | -------- | ----------------- | ------------ |
|     | Simona Quadarella   | Italië                         | 15.31,79 | 29 juli 2025      | Singapore    |
|     | Lotte Friis         | Denemarken                     | 15.38,88 | 30 juli 2013      | Barcelona    |
|     | Alessia Filippi     | Italië                         | 15.44,93 | 28 juli 2009      | Rome         |
|     | Camelia Potec       | Roemenië                       | 15.52,37 | 26 april 2009     | Montpellier  |
|     | Alessia Filippi     | Italië                         | 15.52,84 | 16 juli 2008      | Treviso      |
|     | Flavia Rigamonti    | Zwitserland                    | 15.55,38 | 27 maart 2007     | Melbourne    |
|     | Hannah Stockbauer   | Duitsland                      | 16.00,18 | 22 juli 2003      | Barcelona    |
|     | Hannah Stockbauer   | Duitsland                      | 16.01,02 | 28 juli 2001      | Fukuoka      |
|     | Astrid Strauss      | Duitse Democratische Republiek | 16.13,55 | 5 januari 1984    | Austin       |
|     | Ines Diers          | Duitse Democratische Republiek | 16.27,89 | 27 augustus 1981  | Oost-Berlijn |
|     | Roberta Felotti     | Italië                         | 16.33,56 | 26 augustus 1979  | Florence     |
|     | Annelies Maas       | Nederland                      | 16.47,11 | 10 juli 1977      | Santa Clara  |
|     | Annelies Maas       | Nederland                      | 17.04,20 | 19 juni 1977      | Greenville   |
|     | Novella Calligaris  | Italië                         | 17.04,21 | 1 juli 1974       | Santa Clara  |
|     | Novella Calligaris  | Italië                         | 17.18,43 | 25 juni 1973      | Santa Clara  |
|     | Novella Calligaris  | Italië                         | 17.29,3  | 6 juli 1972       | Syracuse     |
|     | Hansje Bunschoten   | Nederland                      | 17.46,3  | 17 juni 1972      | Bussum       |
|     | Novella Calligaris  | Italië                         | 17.51,1  | 10 juli 1971      | Syracuse     |
|     | Linda de Boer       | Nederland                      | 18.03,0  | 23 juni 1971      | Utrecht      |
|     | Novella Calligaris  | Italië                         | 18.11,6  | 10 september 1969 | Rome         |
|     | Marie-José Kersaudy | Frankrijk                      | 18.46,6  | 8 maart 1969      | Nouméa       |
|     | Elisabeth Ljunggren | Zweden                         | 18.49,9  | 17 september 1967 | Stockholm    |
|     | Margareta Rylander  | Zweden                         | 19.02,8  | 27 juni 1961      | Uppsala      |
|     | Jane Cederqvist     | Zweden                         | 19.23,6  | 8 september 1960  | Uppsala      |
|     | Corrie Schimmel     | Nederland                      | 19.45,1  | 27 juli 1960      | Ermelo       |
|     | Corrie Schimmel     | Nederland                      | 19.46,4  | 15 juli 1959      | Utrecht      |
|     | Jans Koster         | Nederland                      | 20.03,1  | 27 juli 1957      | Hilversum    |
|     | Jans Koster         | Nederland                      | 20.22,8  | 21 augustus 1956  | Utrecht      |
|     | Lenie de Nijs       | Nederland                      | 20.46,5  | 23 juli 1955      | Utrecht      |
|     | Ragnhild Hveger     | Denemarken                     | 20.57,0  | 20 augustus 1941  | Kopenhagen   |
|     | Ragnhild Hveger     | Denemarken                     | 21.10,1  | 11 augustus 1940  | Helsingør    |
|     | Ragnhild Hveger     | Denemarken                     | 21.45,7  | 3 juli 1938       | Helsingør    |
|     | Grete Frederiksen   | Denemarken                     | 22.36,7  | 26 juni 1936      | Kopenhagen   |
|     | Yvonne Godard       | Frankrijk                      | 23.32,4  | 23 juli 1931      | Parijs       |
|     | Edith Mayne         | Verenigd Koninkrijk            | 24.00,2  | 15 september 1926 | Exmouth      |

### OntwikkelingNederlandsrecord
| Nr. | Naam                  | Club              | Tijd     | Datum             | Plaats        |
| --- | --------------------- | ----------------- | -------- | ----------------- | ------------- |
|     | Sharon van Rouwendaal |                   | 16.15,09 | 1 april 2015      | Limoges       |
|     | Sharon van Rouwendaal |                   | 16.26,53 | augustus 2014     | Berlijn       |
|     | Sharon van Rouwendaal | CN Braud St.Louis | 16.36,44 | 30 juli 2008      | Belgrado      |
|     | Sharon van Rouwendaal | CN Braud St.Louis | 16.37,47 | 22 februari 2008  | Toulouse      |
|     | Annelies Maas         | De Rijn           | 16.47,11 | 10 juli 1977      | Santa Clara   |
|     | Annelies Maas         | De Rijn           | 17.04,20 | 19 juni 1977      | Greenville    |
|     | Annelies Maas         | De Rijn           | 17.08,83 | 12 juni 1977      | Mission Viejo |
|     | Annelies Maas         | De Rijn           | 17.20,4  | 20 februari 1977  | Ede           |
|     | Yolanda Aggenbach     | Zeemacht/Noordkop | 17.23,8  | 17 juli 1976      | Amersfoort    |
|     | Yolanda Aggenbach     | Zeemacht/Noordkop | 17.35,8  | 17 juni 1976      | Utrecht       |
|     | Hansje Bunschoten     | Naarden           | 17.46,3  | 17 juni 1972      | Bussum        |
|     | Linda de Boer         | Naarden           | 18.03,0  | 23 juni 1971      | Utrecht       |
|     | Linda de Boer         | Naarden           | 18.28,0  | 19 juli 1970      | Leeuwarden    |
|     | Linda de Boer         | Naarden           | 19.03,8  | 22 juni 1970      | Utrecht       |
|     | Ada Kok               | De Futen          | 19.21,3  | 23 juli 1966      | Den Haag      |
|     | Corrie Schimmel       | Het Gooi          | 19.45,1  | 27 juli 1960      | Ermelo        |
|     | Corrie Schimmel       | Het Gooi          | 19.46,4  | 15 juli 1959      | Utrecht       |
|     | Jans Koster           | Het Gooi          | 20.03,1  | 27 juli 1957      | Hilversum     |
|     | Jans Koster           | Het Gooi          | 20.22,8  | 21 augustus 1956  | Utrecht       |
|     | Lenie de Nijs         | De Robben         | 20.46,5  | 23 juli 1955      | Utrecht       |
|     | Tine van Brenk        | De Robben         | 21.12,7  | 8 augustus 1953   | Utrecht       |
|     | Geertje Wielema       | De Robben         | 21.39,0  | 17 augustus 1952  | Hilversum     |
|     | Tine van Brenk        | De Robben         | 21.05,5  | 6 augustus 1952   | Utrecht       |
|     | Annie Veldhuijzen     | De Robben         | 22.34,1  | 27 augustus 1944  | Hilversum     |
|     | Tini Wagner           | Het Y             | 23.18,4  | 18 september 1936 | Haarlem       |
|     | Marie Braun           | ODZ               | 24.24,4  | 23 augustus 1929  | Utrecht       |
|     | Marie Braun           | ODZ               | 25.53,0  | 5 augustus 1927   | Amsterdam     |
|     | Truus Klapwijk        | RDZ               | 26.42,8  | 29 augustus 1922  | Amsterdam     |
|     | Rie Vierdag           | AZ&PC             | 31.18,2  | 19 augustus 1922  | Amsterdam     |
|     | Marie de Graaf        | Zwartemeer        | 33.23,4  | 31 augustus 1921  | Hillegersberg |

## Kortebaan (25 meter)

### Ontwikkeling wereldrecord
| Nr. | Naam           | Land             | Tijd     | Datum            | Plaats           |
| --- | -------------- | ---------------- | -------- | ---------------- | ---------------- |
|     | Katie Ledecky  | Verenigde Staten | 15.08,24 | 29 oktober 2022  | Toronto          |
|     | Lotte Friis    | Denemarken       | 15.28,65 | 29 november 2009 | Kopenhagen       |
|     | Kate Ziegler   | Verenigde Staten | 15.32,90 | 12 oktober 2007  | Essen            |
|     | Laure Manaudou | Frankrijk        | 15.42,39 | 20 november 2004 | La Roche-sur-Yon |

- FINA erkent wereldrecords op kortebaan sinds maart 1991.

### OntwikkelingEuropeesrecord
| Nr. | Naam           | Land      | Tijd     | Datum            | Plaats           |
| --- | -------------- | --------- | -------- | ---------------- | ---------------- |
|     | Laure Manaudou | Frankrijk | 15.42,39 | 20 november 2004 | La Roche-sur-Yon |

### OntwikkelingNederlandsrecord
| Nr. | Naam                | Club              | Tijd       | Datum            | Plaats      |
| --- | ------------------- | ----------------- | ---------- | ---------------- | ----------- |
|     | Jolande van de Meer | Raket             | 16.23,4    | 29 april 1984    | Den Haag    |
|     | Jolande van de Meer | Raket             | 16.24,8    | 1 mei 1983       | Den Haag    |
|     | Reggie de Jong      | De Otters         | 16.40,7    | 29 november 1980 | Laren       |
|     | Annelies Maas       | De Rijn           | 16.47,11 1 | 10 juli 1977     | Santa Clara |
|     | Yolanda Aggenbach   | Zeemacht/Noordkop | 16.58,9    | 14 februari 1976 | Den Helder  |
|     | Yolanda Aggenbach   | Zeemacht/Noordkop | 17.21,2    | 11 oktober 1975  | Den Helder  |
|     | Hansje Bunschoten   | Naarden           | 17.46,3 1  | 17 juni 1972     | Bussum      |
|     | Linda de Boer       | Naarden           | 18.03,0 1  | 23 juni 1971     | Utrecht     |
|     | Linda de Boer       | Naarden           | 18.28,0 1  | 19 juli 1970     | Leeuwarden  |
|     | Linda de Boer       | Naarden           | 19.03,8 1  | 22 juni 1970     | Utrecht     |

1 = Gezwommen op langebaan. Indien tijd op langebaan sneller is dan tijd op kortebaan dan geldt de eerste als officieel record.